# Sveti Hubert
Sveti Hubert (Toulouse, oko 656. – 658. – Tervuren, 30. svibnja 727.), kršćanski svetac, biskup Liègea, zaštitnik lovaca. Spomendan mu je 3. studenoga.

## Životopis
Rođen je u plemićkoj obitelji. Kao mladić, živio je na dvoru franačkog kralja Teodorika III. u Parizu, a kasnije na dvoru Pipina Herstalskog u Metzu. Bio je cijenjen i sposoban. Oženio se plemkinjom Floribanne, 682. Dobili su sina Floriberta, koji će kasnije postati biskup, ali mu je žena umrla pri porodu. Hubert se povukao iz plemićkog života i strastveno se predao lovu. Prema legendi, dok je na Veliki petak lovio u Ardenima, ugledao je jelena koji je imao raspelo među rogovima i čuo poziv na obraćenje te da ode do biskupa Lamberta. Hubert je pronašao biskupa Lamberta u Maastrichtu. Lambert, koji je kasnije postao svetac, ljubazno je primio Huberta i duhovno ga savjetovao. Hubert je sva svoja plemićka prava prenio na mlađeg brata Oda i dao mu svoga sina na skrb. Svoja materijalna dobra podijelio je siromasima i postao svećenik. 
Prema Lambertovu savjetu, otišao je na hodočašće u Rim, 708. U međuvremenu, lokalni plemići ubili su biskupa Lamberta. Prema legendi, papa je u snu saznao za Lambertovo ubojstvo. Imenovao je Huberta za novoga biskupa. Isticao se dobrim djelima i molitvom. U velikoj ceremoniji, dao je prebaciti tijelo sv. Lamberta iz Maastrichta u Liège, koji je tada bio maleno selo. Sagrađena je bazilika, koja je uskoro postala katedrala. Liège je zbog toga brzo napredovao i naglo se razvijao. Hubert je postao prvi biskup Liègea, a sv. Lambert je proglašen za zaštitnika grada. Proširio je kršćanstvo nau području Ardena. 
Umro je prirodnom smrću 30. svibnja 727., za vrijeme molitve Oče naš. Pokopan je u crkvi sv. Petra u Liègeu, a kasnije su prenijeli tijelo u benedintinsku opatiju Amdain. Za vrijeme reformatorskih ratova, tijelo mu je nestalo. Vjeruje se da su ga redovnici pokopali na tajnom mjestu u šumi. 
Zaštitnik je lovaca, grada Liègea, matematičara, optičara i radnika u metalnoj industriji. Po njemu je prozvana jedna pasmina pasa - pas sv. Huberta.